# Récepteur nucléaire orphelin EER
Pour les articles homonymes, voir EER.
Le récepteur nucléaire orphelin EER (de l'anglais estrogen related receptor) est une protéine de la superfamille des récepteurs nucléaires, famille des récepteurs orphelins.

## Structure
Il existe trois isoformes connues :
- ERRα
- ERRβ
- ERRγ

## Mécanisme d'action
Similaires en termes de séquence au récepteur des œstrogènes (ER), les ERR ne lient cependant pas les œstrogènes et sont considérés actuellement comme des récepteurs orphelins. Agissant comme facteurs de transcription, ils possèdent leurs propres éléments de réponse dans les promoteurs de leurs gènes cibles, qui sont distincts en termes de séquence de ceux du ER.